# Pedro Reyes Ruiz
Pedro José Reyes Ruiz (Los Ángeles, Chile, 1787-1843) fue un militar argentino. Hijo de Juan Esteban Reyes y de Escolástica Ruiz.
Siguió la carrera de las armas. Fue soldado de la Patria Vieja. Hizo las campañas del sur en 1813 y 1814.
La derrota en el Desastre de Rancagua (1814) lo llevó desterrado a Mendoza y regresó con el Ejército de Los Andes. Participó en la Batalla de Chacabuco en 1817 y en la de Maipú en 1818. En 1820 formó parte de la Expedición Libertadora del Perú. Participó en el Tratado de Cuz-Cuz (17 de mayo de 1830) de la guerra civil chilena de 1829-1830.
- Datos: Q6069957